# تعطیلات کریسمس نشنال لمپون
تعطیلات کریسمس نشنال لمپون (انگلیسی: National Lampoon's Christmas Vacation) فیلم کمدی مربوط به سال ۱۹۸۹ است که نوشته و به تهیه‌کنندگی جان هیوز و بر اساس داستانی کوتاه از مجله نشنال لمپون ساخته شد. این فیلم سومین دنباله از مجموعه فیلم‌های تعطیلات نشنال لمپون است. چوی چیس و بورلی دی آنجلو در این فیلم به ایفای نقش پرداخته‌اند.